# Entomogramma antica
Entomogramma antica är en fjärilsart som beskrevs av Walker 1865. Entomogramma antica ingår i släktet Entomogramma och familjen nattflyn. Inga underarter finns listade i Catalogue of Life.